# Ustroń

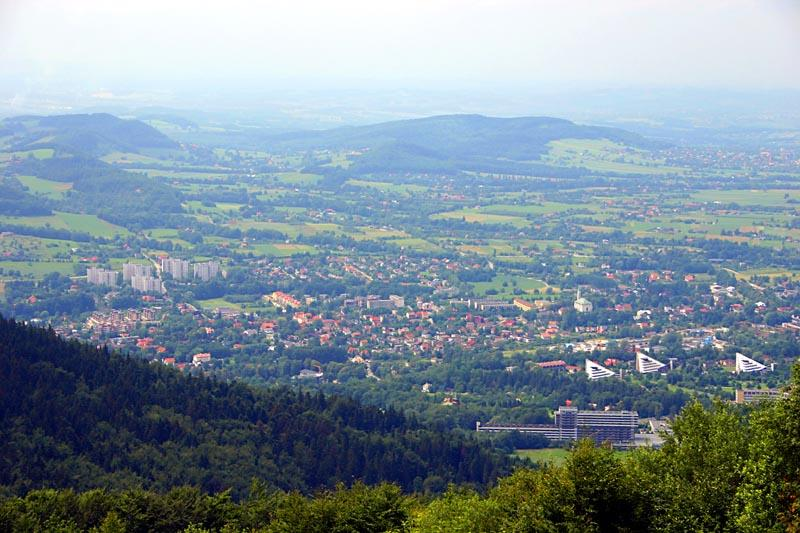
Blick von der Równica

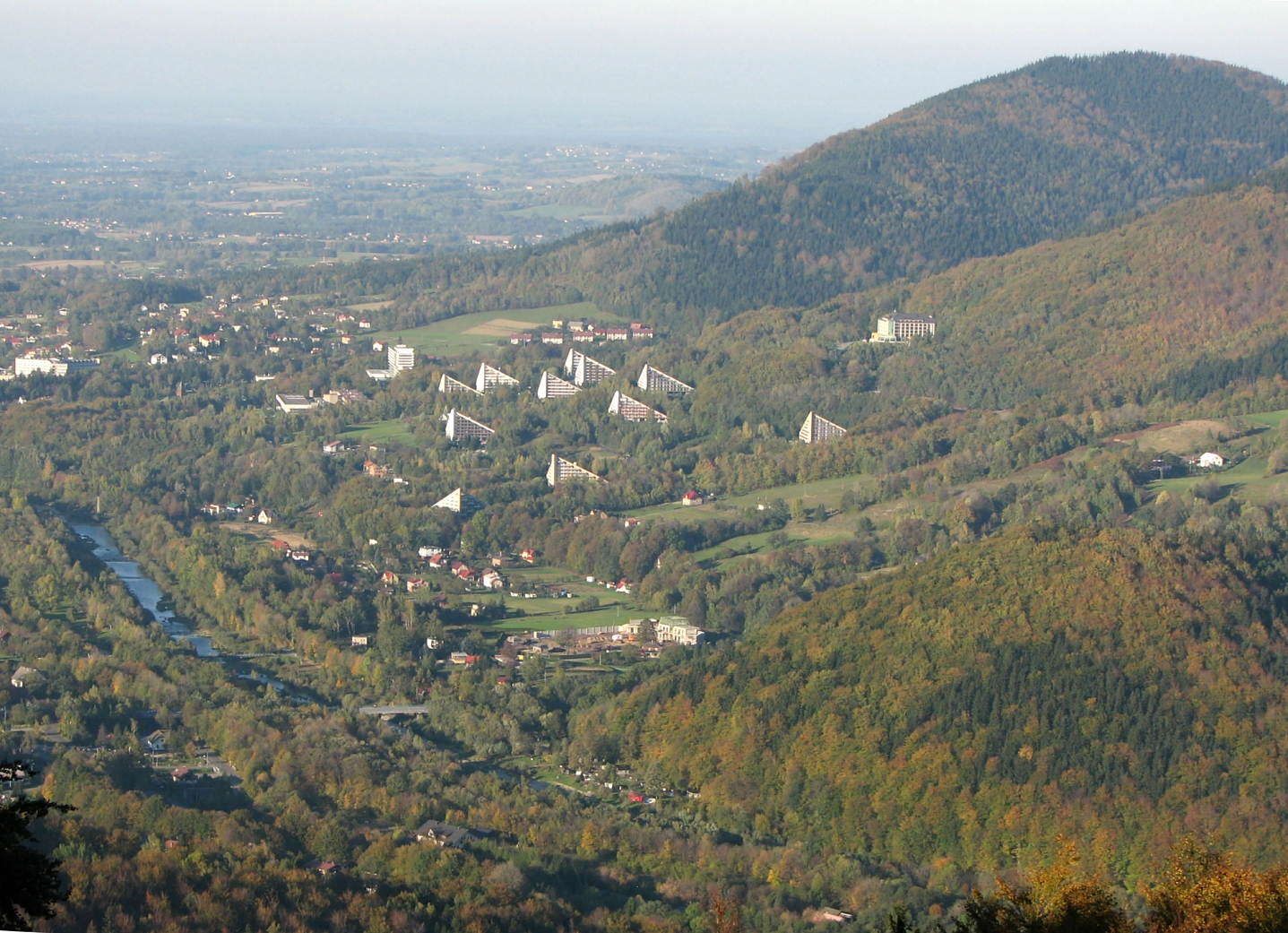
Blick von der Czantoria Wielka

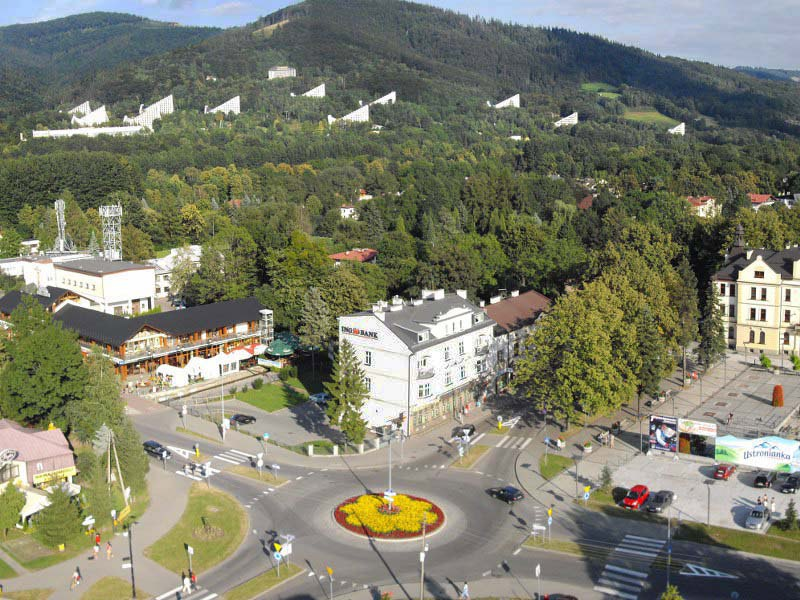
Kreisverkehr im Zentrum

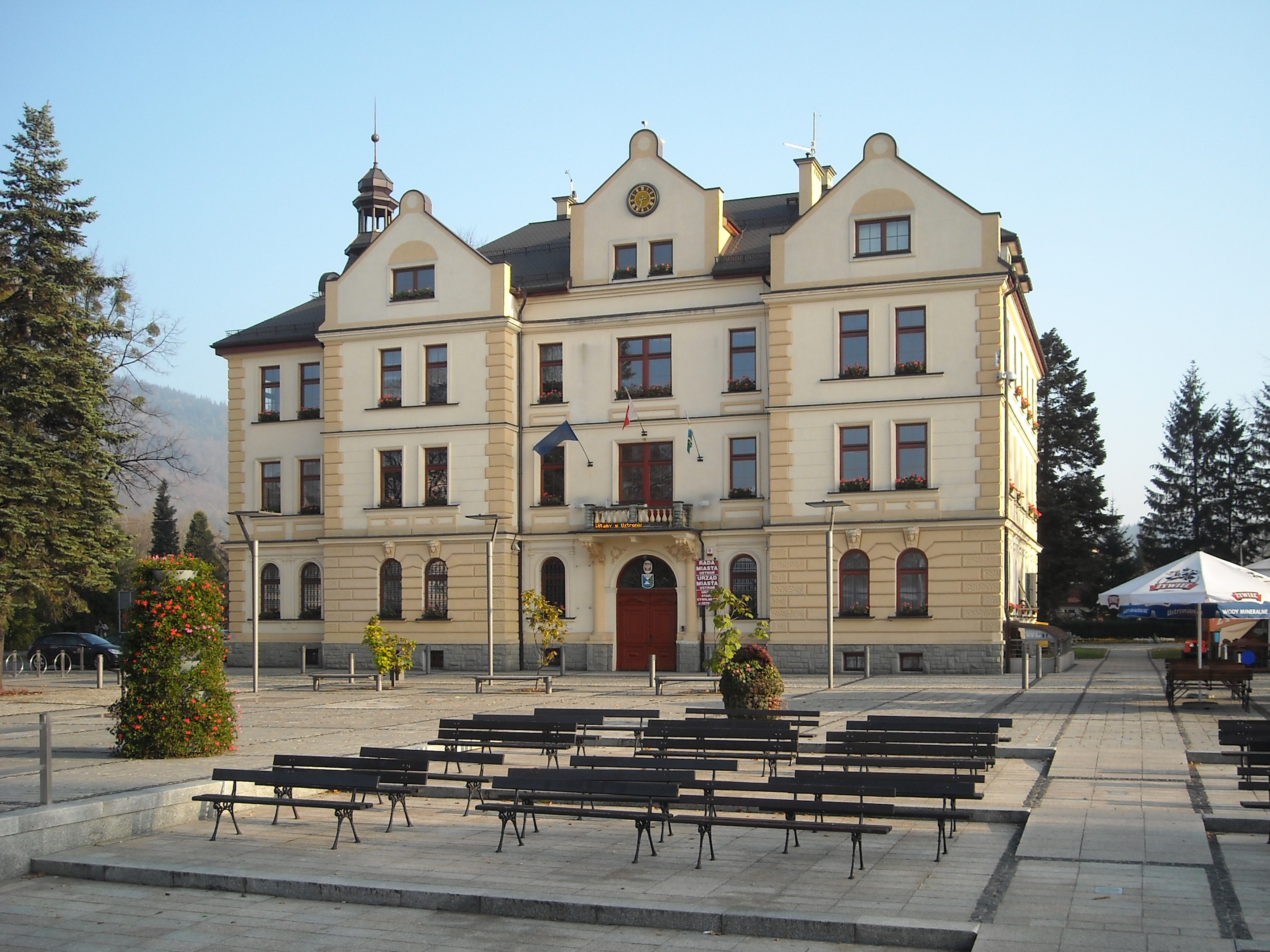
Rathaus

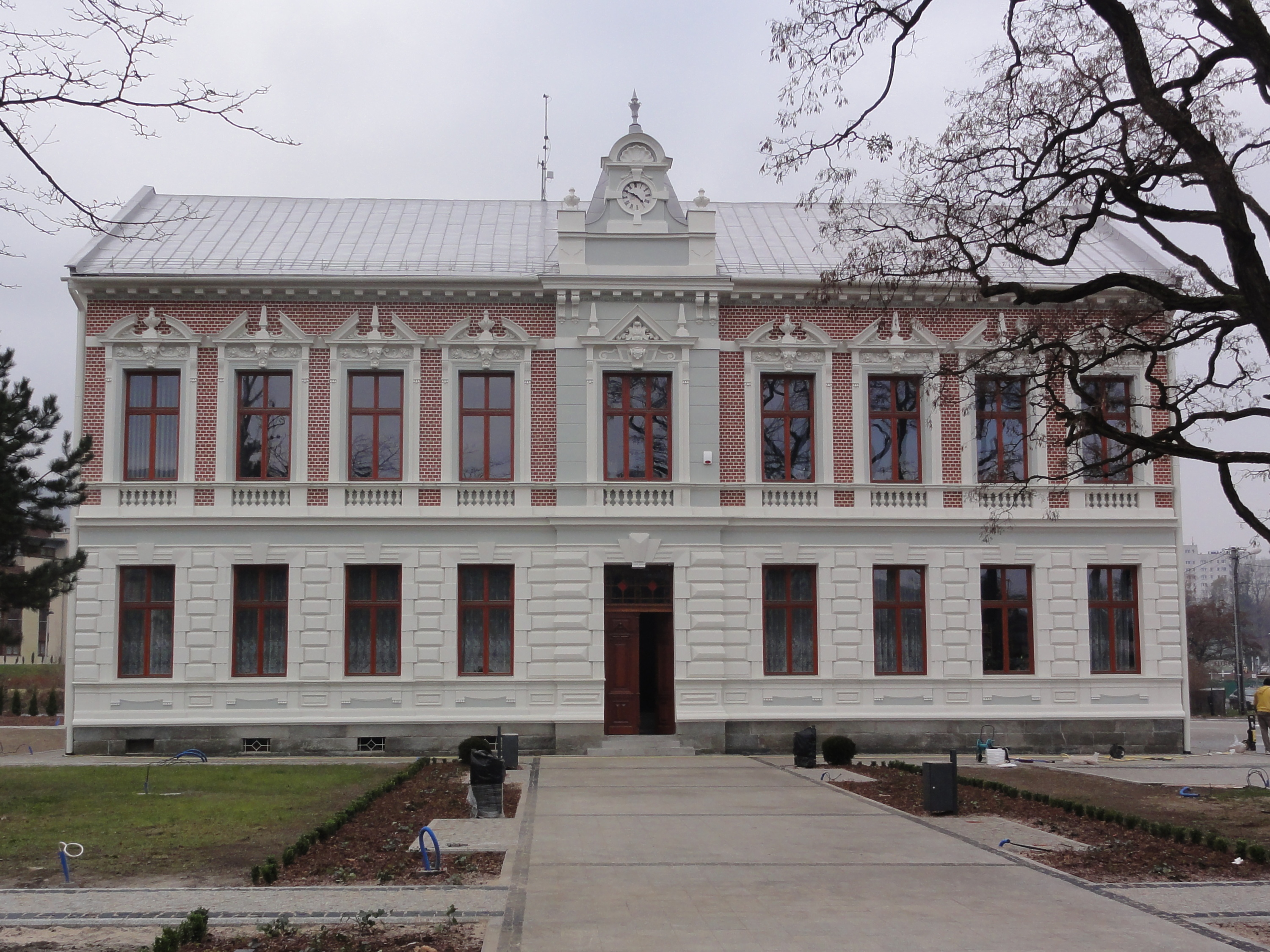
Centrum pod Jednym Dachem

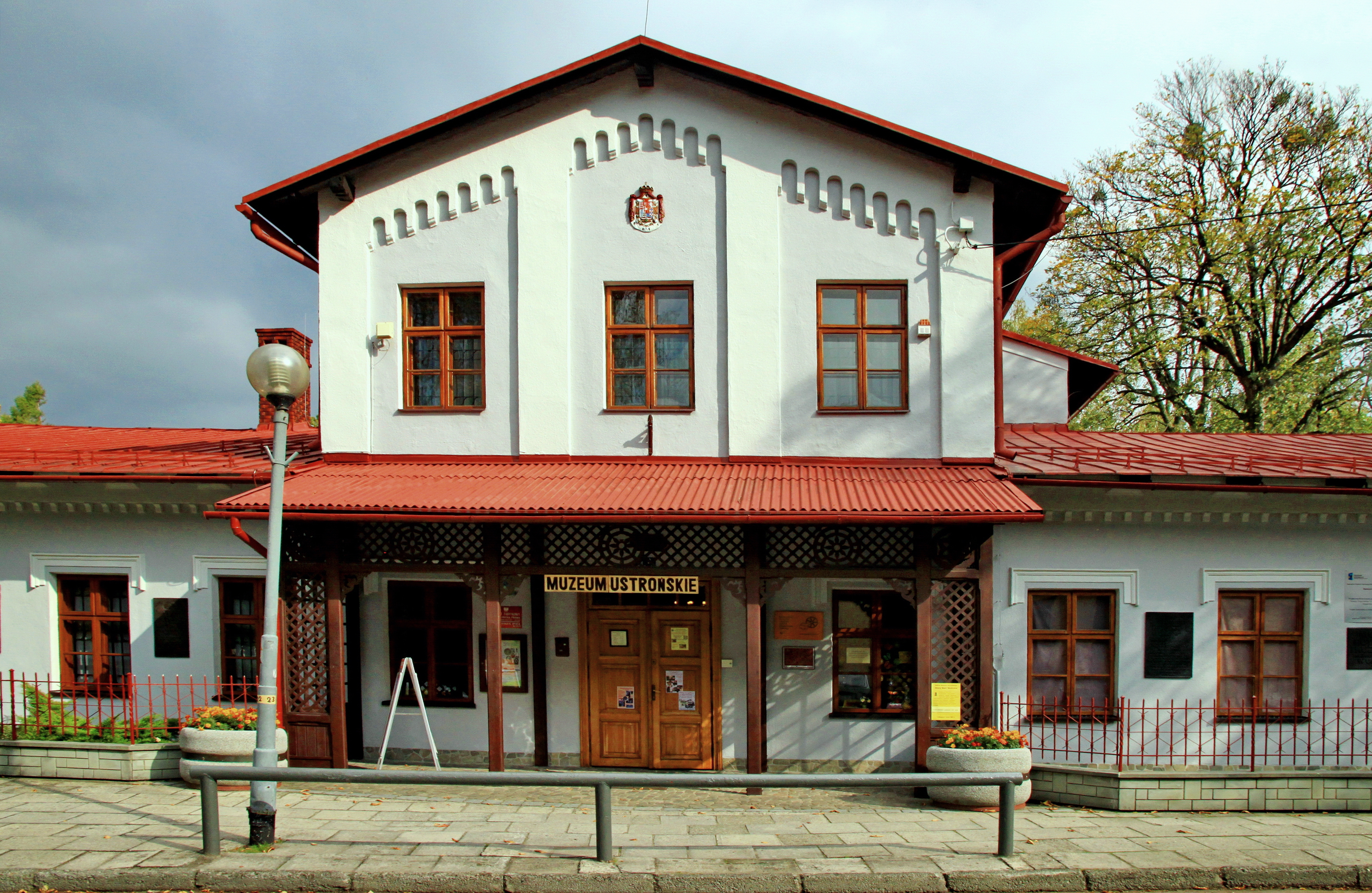
Stadtmuseum Ustroń

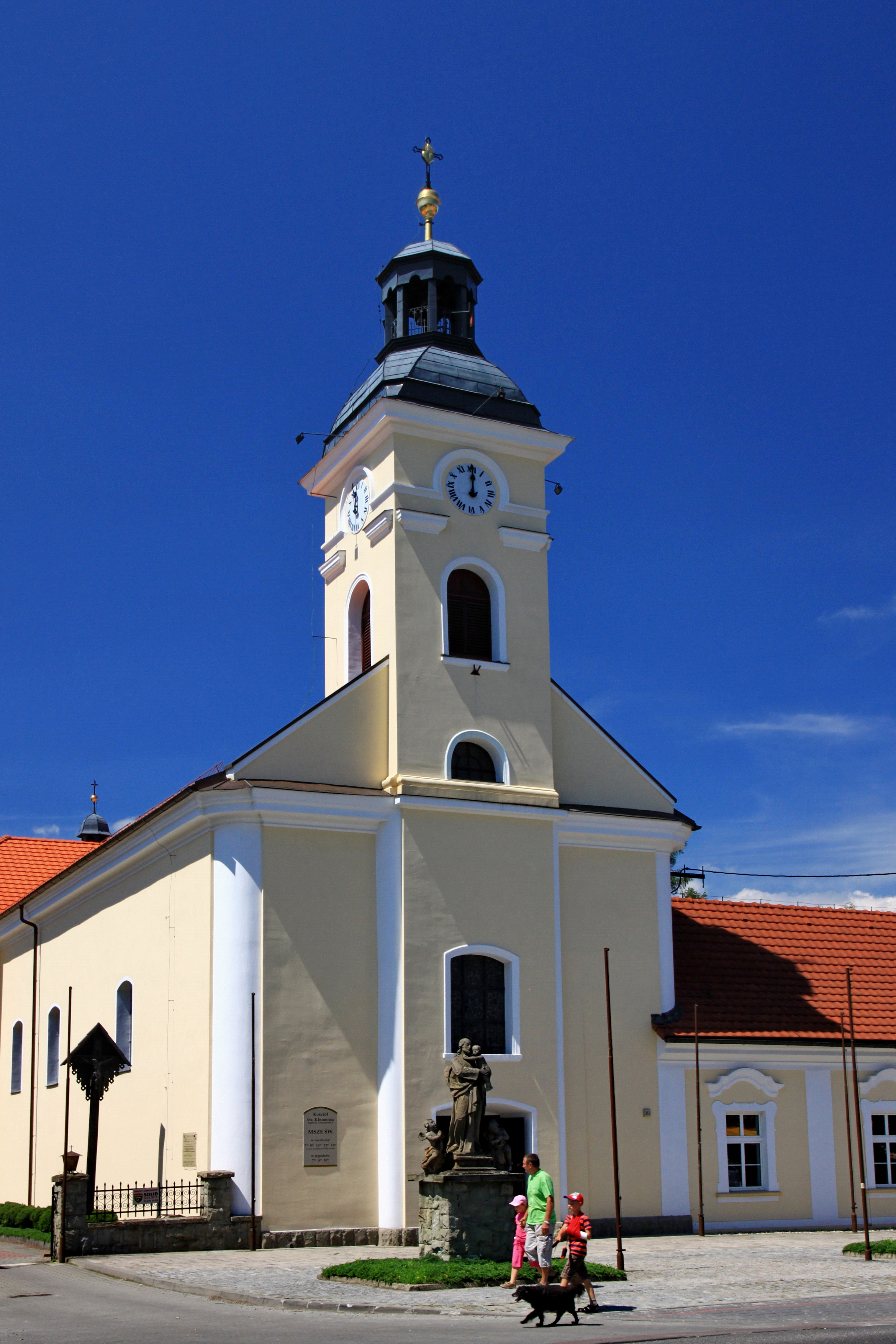
Clemenskirche

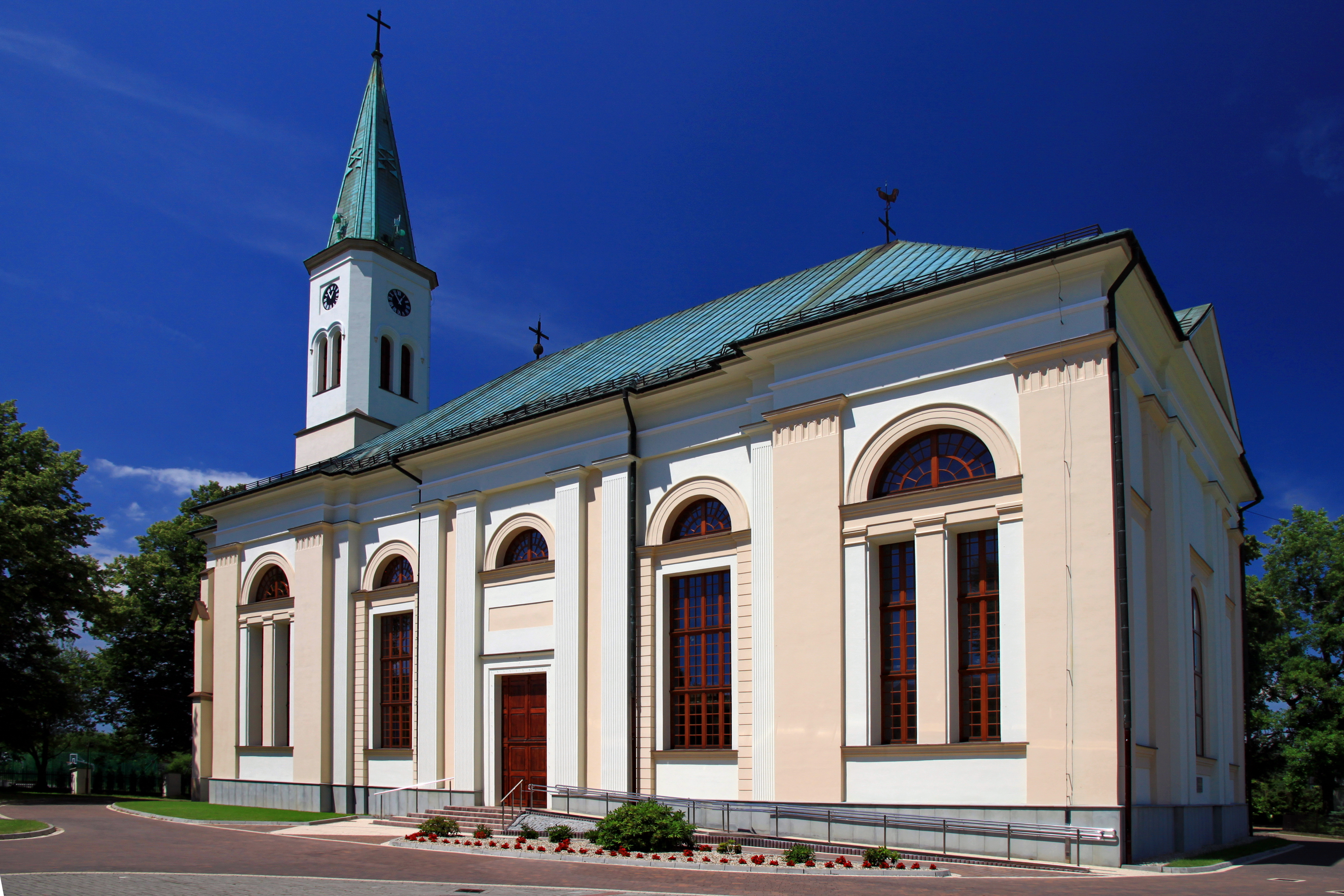
Jakobskirche

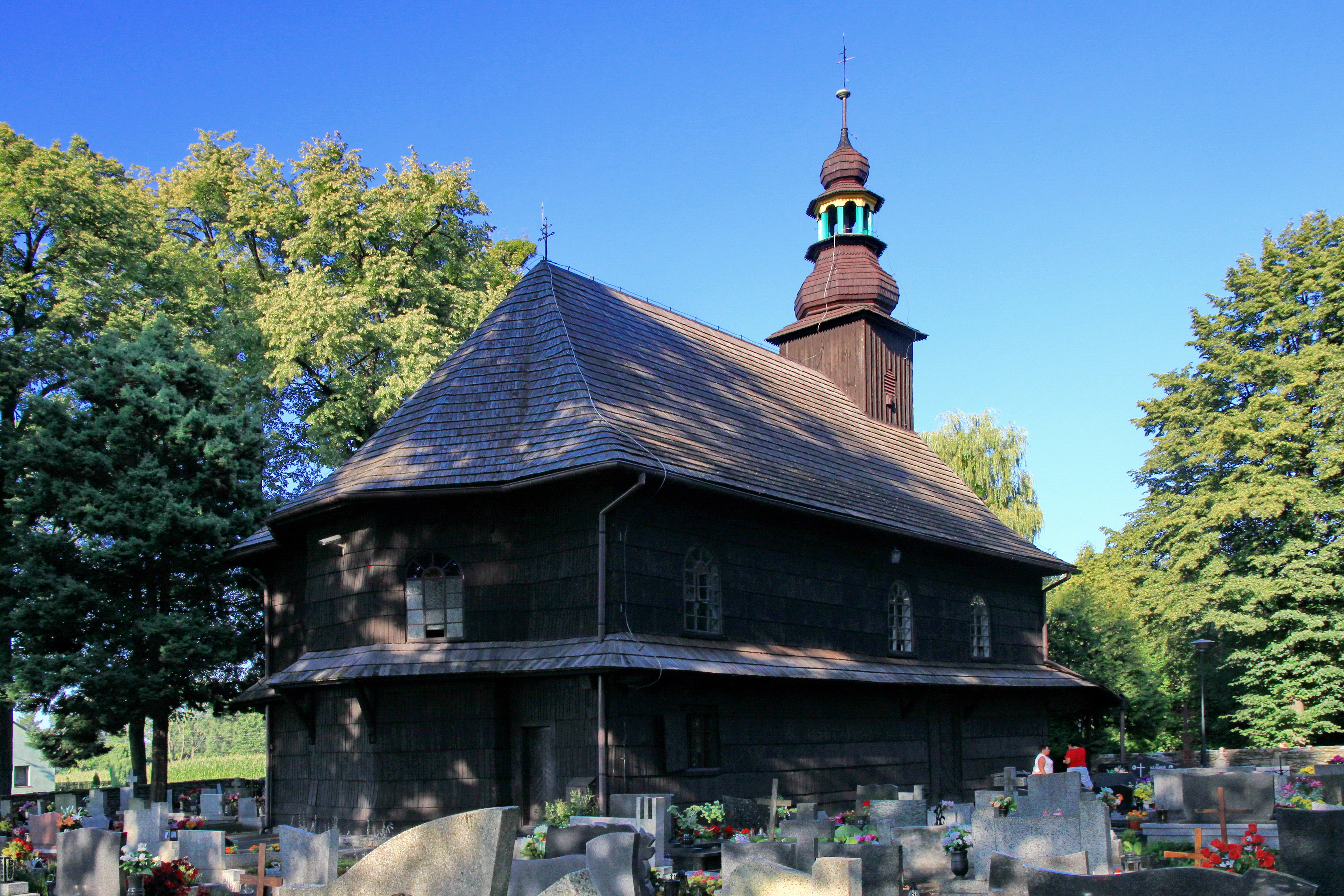
Annakirche

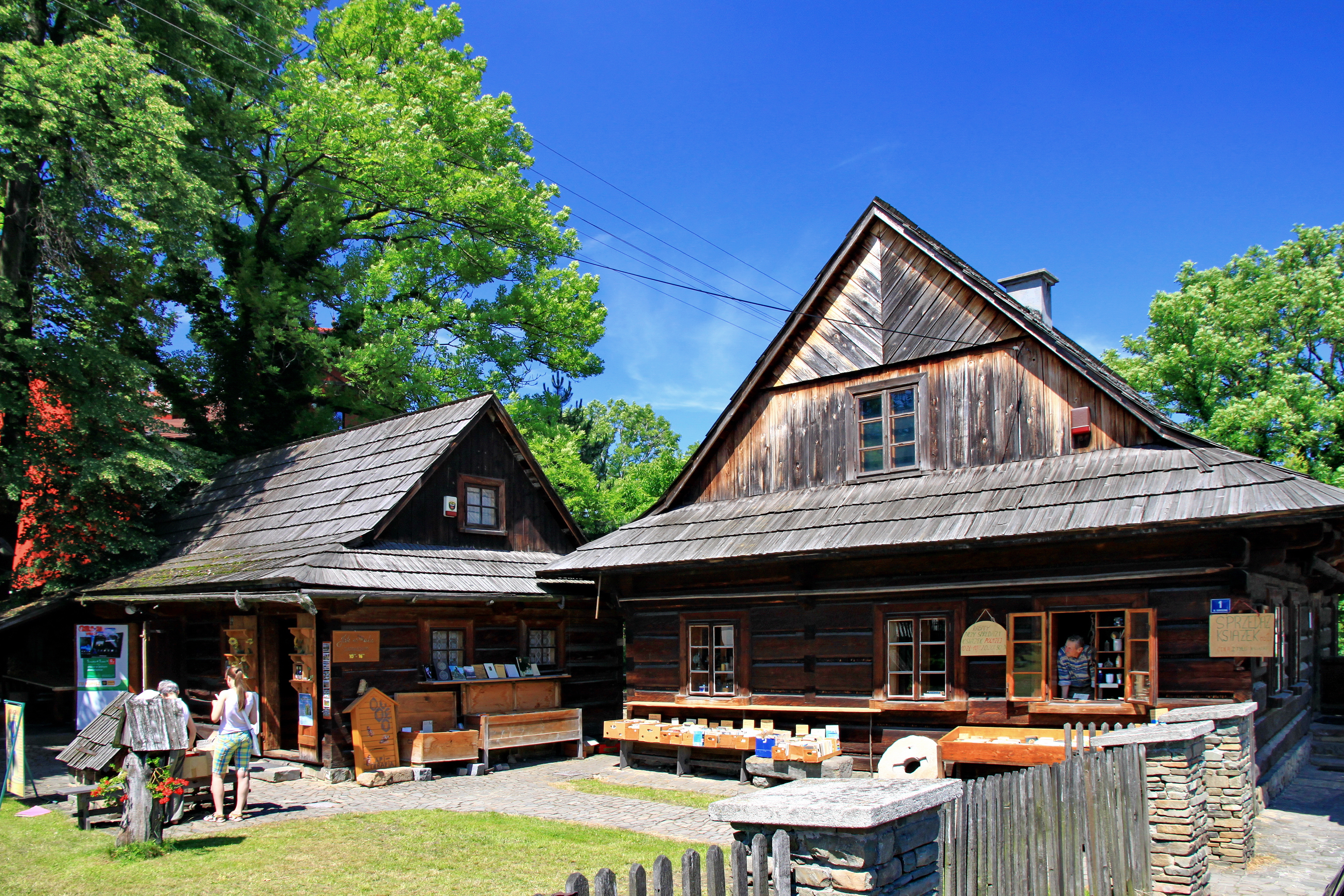
Freilichtmuseum Stara Zagroda

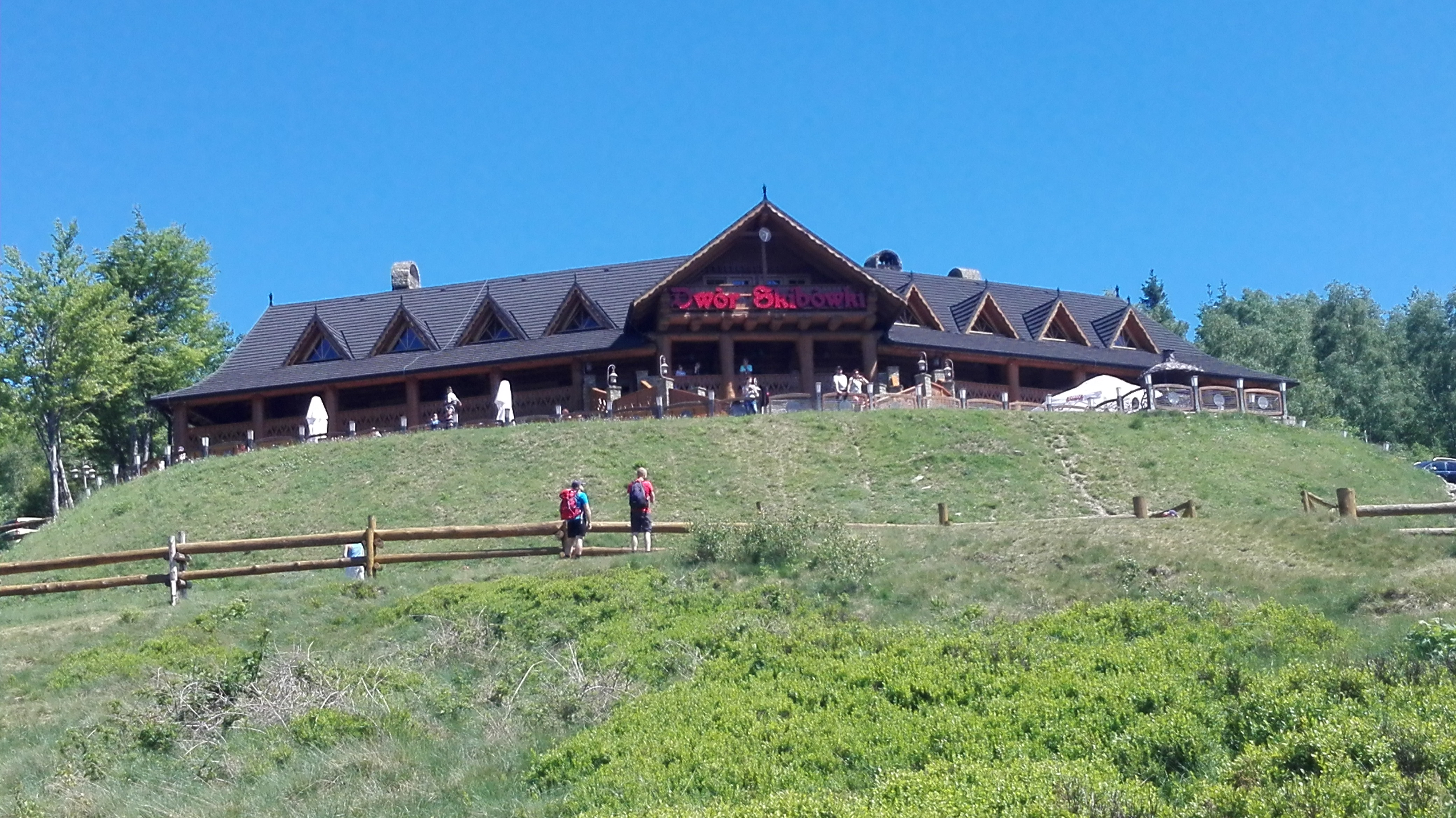
Skibówki

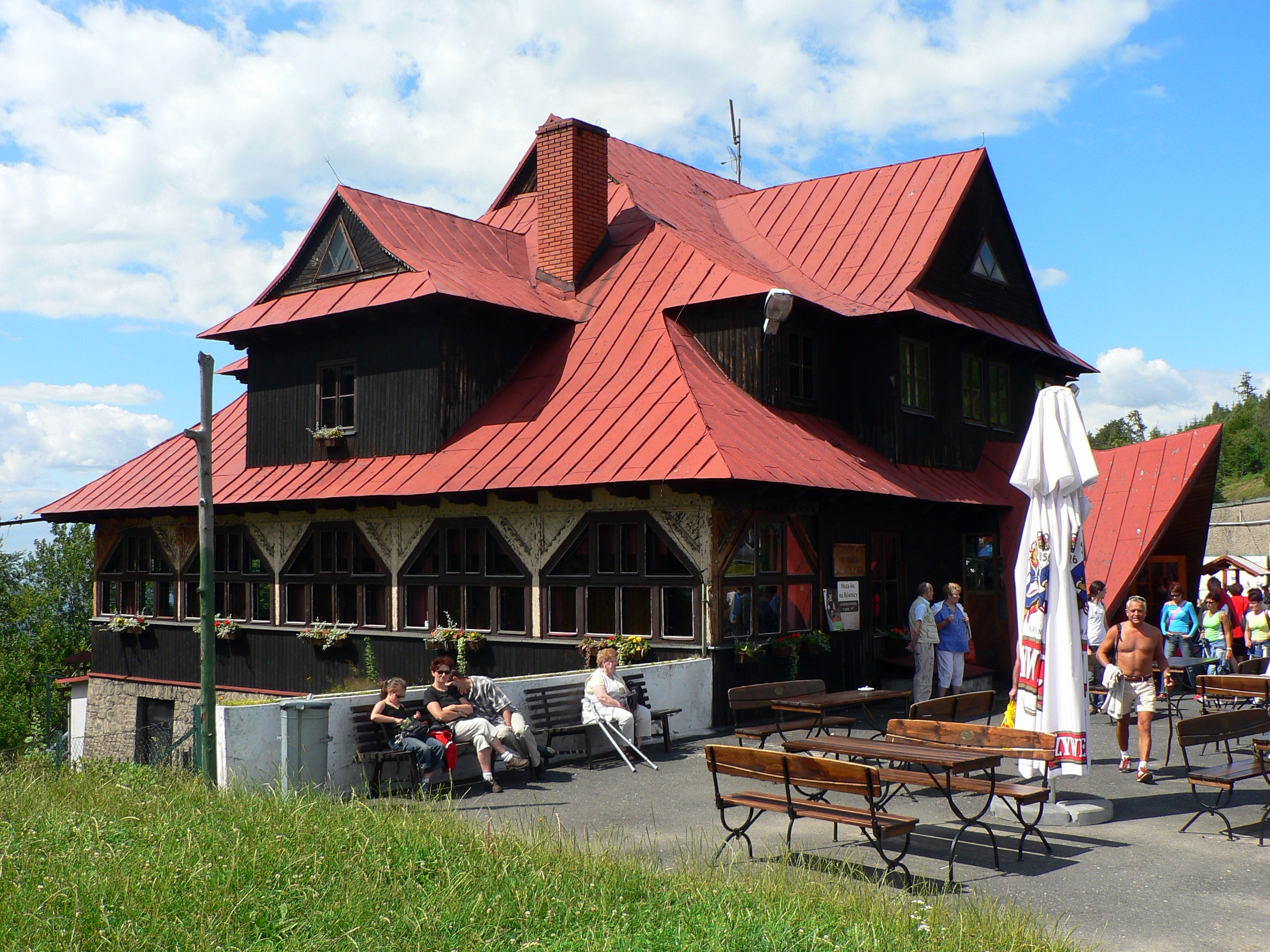
Berghütte Równica

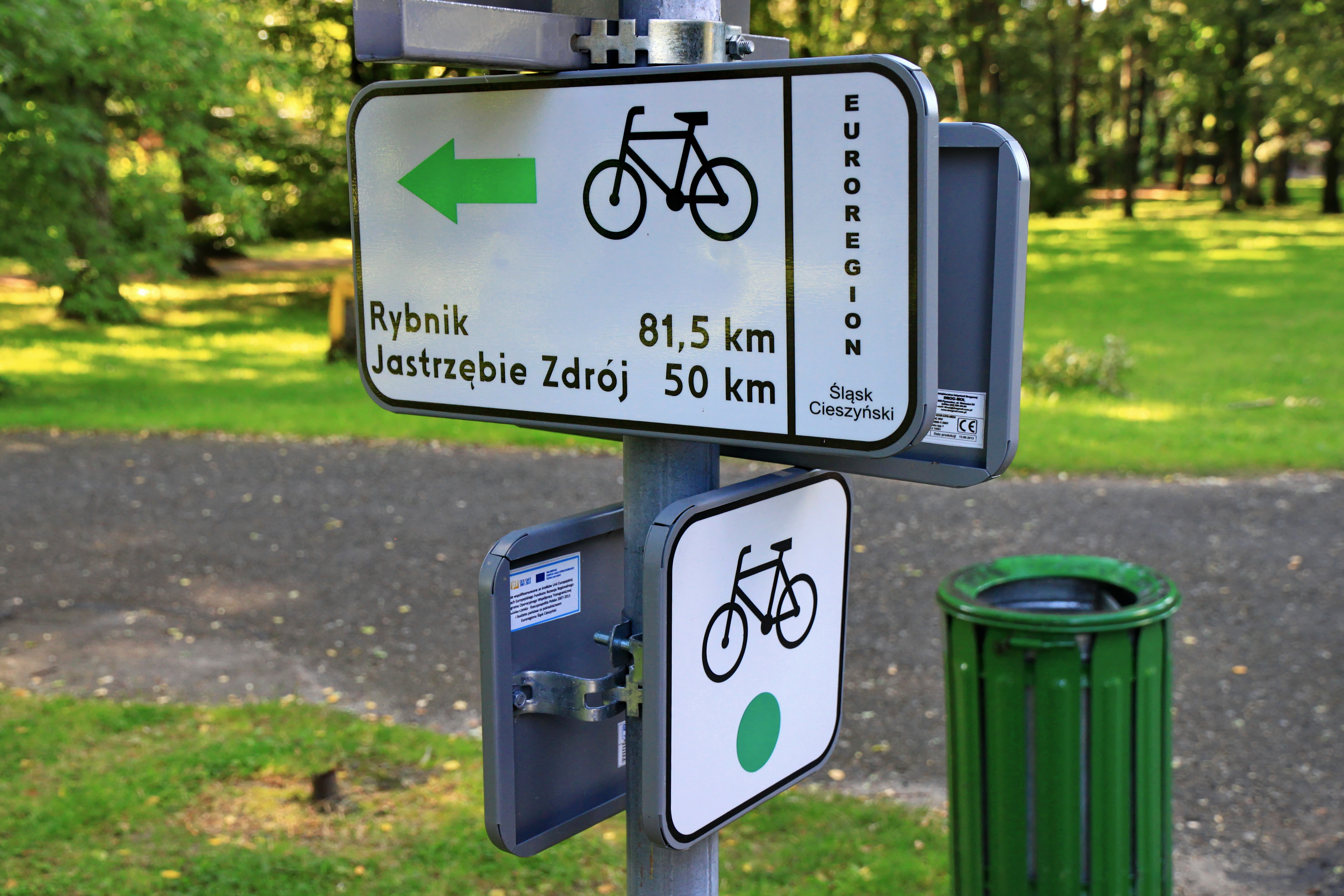
Fernradwege

Ustroń [ˈustrɔɲ] (deutsch Ustron) ist eine Stadt in Polen im südlichen Teil der Woiwodschaft Schlesien im Powiat Cieszyński.
Sie liegt in den Schlesischen Beskiden an der oberen Weichsel, die etwa 20 Kilometer südöstlich der Stadt entspringt.
Die Stadt ist ein Kurort und ein Zentrum des Wintersports sowie der Lutheraner in Polen.

## Lage
Ustroń liegt inmitten der Schlesischen Beskiden am Fuße der Równica im Osten und der Czantoria Wielka im Westen. Der Ortskern liegt mehr als 500 Höhenmeter unterhalb der Gipfel. Die angrenzenden Gemeinden sind Brenna im Osten, Wisła im Süden, Goleszów und Skoczów im Norden sowie Tschechien im Westen. 15 km westlich von Ustroń befindet sich die polnisch-tschechische Grenzstadt Cieszyn/Český Těšín mit ihrem Grenzübergang. Ustroń liegt 20 km südwestlich von der Großstadt Bielsko-Biała.
Das Gemeindegebiet geht bis auf ca. 1000 m im Gipfel der Wielka Czantoria hinauf.
Ustroń hat eine Fläche von 58,92 km², darin enthalten sind 41 % Ackerland und 44 % Wald. Damit macht das Gemeindegebiet von Ustroń ca. 8,07 % der Gesamtfläche von Teschen-Schlesien aus.

### Stadtgliederung
Ustroń bildet eine Stadtgemeinde, auf deren Fläche von 59 km² etwa 15.000 Menschen leben. Die Stadt hat 9 Stadtteile:
- Polana (Nr. 1)
- Poniwiec (Nr. 2)
- Ustroń Górny (Nr. 3)
- Ustroń Centrum (Nr. 4)
- Ustroń Dolny (Nr. 5)
- Zawodzie (Nr. 6)
- Hermanice (Nr. 7; Hermanitz)
- Lipowiec (Nr. 8; Lipowetz)
- Nierodzim (Nr. 9)

sowie:
- Dobka
- Jaszowiec

## Geschichte
Der Ort wurde circa 1305 im Liber fundationis episcopatus Vratislaviensis (in dem Ortsverzeichnis des Teschener Herzogtums) erstmals urkundlich als Ustrona erwähnt. Später erwähnt als  Ustroin oder Vstrone.
Die Dorfbewohner siedelten zunächst im Gebiet vom Unteren Ustroń. Nach 1500 erfolgte durch die Herzöge von Teschen eine Ausweitung des Siedlungsgebietes flussaufwärts und der Ort Ober Ustroń entstand, später entstand noch weiter flussaufwärts Alm Ustroń. 1526 kamen beide Dörfer als Lehen an das Königreich Böhmen. Die letzte Piastenherzogin Elisabeth Lukretia kaufte weite Teile von Ustroń in den 1630er Jahren auf, nachdem der evangelische Ort im Dreißigjährigen Krieg 1621 von habsburgerischen Soldaten niedergebrannt wurde. Die Bewohner flüchteten in die Berge, wo sie sich auf die Almwirtschaft spezialisierten.
1738 erwarb Herzog Franz Stephan von Lothringen zu seinen Kammergütern in Teschen auch das Dorf Nieder Ustron und vereinigte die Dörfer. Ustron umfasste eine Fläche von 43,5 km² und war wie Teschen ein protestantischer Ort. Unmittelbar nach dem von Kaiser Joseph II. 1781 erlassenen Toleranzpatent bildete sich eine evangelische Kirchgemeinde.
Nach der Entdeckung einer Eisenerzlagerstätte um die Mitte des 18. Jahrhunderts ließ der Grundherr, Herzog Albert von Sachsen-Teschen, in Ustron einen Hochofen und Eisenhammer erbauen. Ustron wurde zu einem Zentrum der Eisenindustrie. Neben der 1815 gegründeten Glockengießerei entstand 1846 ein Walzwerk. In der Folgezeit siedelten sich noch mehrere Maschinenbauer an. Seit 1839 führte Ludwig Hohenegger die Aufsicht über die erzherzöglichen Bergwerke und Hütten in Ustron. Die Blütezeit der Industriegemeinde Ustron, in der der erste europäische Dampfpflug hergestellt wurde, ging aber bald vorüber. Die abgelegene Lage im oberen Weichseltal in den Bergen der Beskiden wurde zum Standortnachteil. Im Jahre 1872 setzte eine Abwanderung fast aller Unternehmen ein. Als Ustron 1888 mit einer Zweiglinie der Kaiser-Ferdinands-Nordbahn zwischen Teschen und Skotschau endlich Anschluss an das Eisenbahnnetz fand, war diese Entwicklung nicht mehr rückgängig zu machen.
Als Alternative zur Industrie betrieb die Gemeinde darauf den Ausbau des Badebetriebes. Schon seit dem 17. Jahrhundert war Ustron für seine Molkekuren bekannt, im 18. Jahrhundert kamen noch ein Moorbad und ein Schlackenbad hinzu. Ustron wurde zu einem Badeort in der Gebirgslandschaft der Beskiden und war seit 1882 österreichischer Kurort.
Nach dem Zusammenbruch Österreich-Ungarns kam das Dorf 1919 zu Polen. Ustron wurde nach der deutschen Besetzung Polens Teil des deutschen Landkreises Teschen und gehört seit 1945 wieder zu Polen.
Seit 1954 besaß Ustroń den Status einer stadtartigen Siedlung, 1956 erfolgte die Verleihung des Stadtrechts. Nachdem Ustroń bereits seit 1967 als Kurort galt, erhielt die Stadt 1972 die offizielle Anerkennung als polnischer Kurort.
Im Gebäude der ehemaligen Hüttenverwaltung befindet sich heute ein Hüttenmuseum.

## Religion
Die Schlesischen Goralen bewahren ihr Brauchtum, ihre Trachten, Lebensweise und Baukunst bis heute. Außerdem ist in Ustroń auch heute noch der protestantische Glaube (Evangelisch-Augsburgische Kirche in Polen) von großer Bedeutung. In Ustroń gibt es eine lutherische Pfarrei, sechs katholische Pfarreien sowie sieben weitere Pfarreien kleinerer protestantischer Glaubensrichtungen. Evangelikale Christen sind meist Nachfahren von USA-Emigranten, die Anfang des 20. Jahrhunderts zurück nach Ustroń kamen.

## Verkehr
Die Woiwodschaftsstraße Droga wojewódzka 941 führt durch Ustroń in Nord-Süd-Richtung. Sie beginnt im Süden bei Istebna und führt über Wisła und Ustroń nach Harbutowice, wo sie an das polnische Autobahnen- und Schnellstraßennetz Anschluss findet, konkret die S52 und die DK81.
Die nächstgelegenen Flughäfen sind der Flughafen Johannes Paul II. bei Krakau und der Flughafen Katowice.
Die Bahnstrecke Nr. 191 verbindet Wisła über Ustroń mit Goleszów und von dort weiter mit Katowice und den anderen Städten Oberschlesiens. Es bestehen die Bahnhöfe Ustroń, Ustroń Zdrój und Ustroń Polana.

## Tourismus

### Sehenswürdigkeiten
- Rathaus
- Stadtmuseum
- Freilichtmuseum „Stara Zagroda“
- Katholische Pfarrkirche St. Clemens
- Evangelische Pfarrkirche St. Jakob
- Kirche St. Anna (Holzkirche)
- Katholische Heilig-Kreuz-Kirche

### Skigebiete
Auf dem Gemeindegebiet von Ustroń befinden sich drei größere Skigebiete mit sieben Skiliften und ca. 7 km Skipisten.
- Skigebiet Czantoria
- Skigebiet Palenica Ustroń
- Skigebiet Poniwiec Mała Czantoria.

Von Ustroń führt ein Sessellift auf den Vorgipfel der Czantoria Wielka.

### Wanderwege
In Ustroń beginnen zahlreiche markierte Wanderwege, die in die Schlesischen Beskiden führen, u. a. der Beskiden-Hauptwanderweg.
Innerhalb des Kurparks gibt es zahlreiche markierte Spazierwege.

### Berghütten
Auf der Równica gibt es zwei Berghütten:
- Skibówki
- Berghütte Równica

### Radfernwege
Durch Ustroń verlaufen sieben Radfernwege.

### Parkanlagen
Auf dem Westhang der Równica befindet sich ein Tiergarten im Wald. Zudem gibt es mehrere Abenteuerparks in den Wäldern um das Stadtzentrum.

## Einwohnerentwicklung
1931: 04.500 Einwohner 

1961: 07.578 

1970: 09.216 

2007: 15.418

## Politik

### Bürgermeister
An der Spitze der Verwaltung steht der Bürgermeister. Seit 2018 war dies Przemysław Korcz, der 2024 von Paweł Sztefek abgelöst wurde. Die turnusmäßige Wahl im April 2024 brachte folgendes Ergebnis:
- Paweł Sztefek (Wahlkomitee „Paweł Stefek – Ustroń unser Haus unsere Stadt“) 43,3 % der Stimmen
- Przemysław Korcz (Wahlkomitee „Projekt Ustroń“) 36,2 % der Stimmen
- Michał Brudny (Wahlkomitee „Gemeinsam schaffen wir eine Veränderung für die Menschen von Ustroń – Michał Brudny“) 13,3 % der Stimmen
- Katarzyna Maziarczuk (Wahlkomitee „Jung für die Stadt Ustroń“) 7,3 % der Stimmen

In der damit erforderlichen Stichwahl wurde Sztefek mit 52,9 % der Stimmen gegen Amtsinhaber Korcz zum neuen Bürgermeister gewählt.
Die turnusmäßige Wahl im Oktober 2018 brachte folgendes Ergebnis:
- Przemysław Korcz (Wahlkomitee „Projekt Ustroń“) 46,8 % der Stimmen
- Artur Kluz (Wahlkomitee „Gemeinsam für Ustroń und Artur Kluz“) 31,0 % der Stimmen
- Adriane Kwapisz-Pietrzyk (Wahlkomitee „Wir schaffen Ustroń gemeinsam“) 22,2 % der Stimmen

In der damit erforderlichen Stichwahl wurde Korcz mit 60,2 % der Stimmen gegen Kluz zum neuen Bürgermeister gewählt.

### Stadtrat
Der Stadtrat von Ustroń besteht aus 15 Mitgliedern. Die Wahl 2024 führte zu folgendem Ergebnis:
- Wahlkomitee „Paweł Stefek – Ustroń unser Haus unsere Stadt“ 37,0 % der Stimmen, 8 Sitze
- Wahlkomitee „Projekt Ustroń“ 24,7 % der Stimmen, 2 Sitze
- Wahlkomitee „Lassen Sie uns Ustroń weiterentwickeln“ 20,3 % der Stimmen, 5 Sitze
- Wahlkomitee „Jung für die Stadt Ustroń“ 11,8 % der Stimmen, kein Sitz
- Wahlkomitee „Gemeinsam schaffen wir eine Veränderung für die Menschen von Ustroń – Michał Brudny“ 6,2 % der Stimmen, kein Sitz

Die Wahl 2018 führte zu folgendem Ergebnis:
- Wahlkomitee „Projekt Ustroń“ 41,5 % der Stimmen, 7 Sitze
- Wahlkomitee „Gemeinsam für Ustroń und Artur Kluz“ 34,6 % der Stimmen, 5 Sitze
- Wahlkomitee „Wir schaffen Ustroń gemeinsam“ 23,7 % der Stimmen, 3 Sitze

### Partnerschaften
- Neukirchen-Vluyn, Nordrhein-Westfalen, Deutschland
- Budapest, Ungarn
- Hajdúnánás, Ungarn
- Pieštany, Slowakei
- Frenštát pod Radhoštěm, Tschechien
- Luhačovice, Tschechien
- Kalety, Woiwodschaft Schlesien
- Ustronie Morskie, Woiwodschaft Westpommern

## Persönlichkeiten

### Söhne und Töchter der Stadt
- Theodor Kotschy (1813–1866), Botaniker und Orientalist
- Bernhard Dattner (1887–1952), Neurologe und Psychoanalytiker in Wien und New York
- Oskar Singer (1893–1944), Jurist, Schriftsteller, Journalist und Zionist, NS-Opfer
- Andrzej Wantuła (1905–1976), lutherischer Theologe und Bischof der Evangelisch-Augsburgischen Kirche in Polen
- Artur Broda (* 1989), nordischer Kombinierer

### Weitere Persönlichkeiten
Ustron war der Wirkungsort des evangelischen Theologen Carl Friedrich Kotschy, der von 1810 bis zu seinem Tode 1856 hier Pastor war. Kotschy war außerdem ein bekannter Botaniker, der die Pflanzenwelt der Beskiden beschrieben hat.